# Philip Bolden
Philip Daniel Bolden (New Orleans, 19 marzo 1995) è un attore statunitense.

## Biografia
Ad appena 4 anni debutta al cinema nel film Mystery Men ma la fama arriva nel 2005 interpretando Kevin Kingston nel film Io, lei e i suoi bambini ed ha anche interpretato lo stesso ruolo nel 2007 nel suo sequel Finalmente a casa. In seguito ha studiato recitazione ad Oxford e a Londra.

## Filmografia parziale

### Cinema
- Mystery Men, regia di Kinka Usher (1999)
- Little Nicky - Un diavolo a Manhattan (Little Nicky), regia di Steven Brill (2000)
- Animal (The Animal), regia di Luke Greenfield (2001)
- Io, lei e i suoi bambini (Are We There Yet?), regia di Brian Levant (2005)
- Finalmente a casa (Are We Done Yet?), regia di Steve Carr (2007)
- Fly Me to the Moon, regia di Ben Stassen (2008)

### Televisione
- The Bernie Mac Show – serie TV, un episodio (2001)
- The Hughleys – serie TV, un episodio (2001)
- Malcolm (Malcolm in the Middle) – serie TV, un episodio (2002)
- Play'd: A Hip Hop Story - film TV (2002)
- CSI: Miami – serie TV, un episodio (2002)
- Tutto in famiglia (My Wife and Kids) – serie TV, 3 episodi (2001-2002)
- La vita secondo Jim (According To Jim) – serie TV, un episodio (2003)

## Doppiatori italiani
Nelle versioni in italiano delle opere in cui ha recitato, Philip Bolden è stato doppiato da:
- Furio Pergolani in Io, lei e i suoi bambini, Finalmente a casa
- Alessio Puccio in Mystery Men
- Alex Polidori in La vita secondo Jim